# 小市民宣言
『小市民宣言』（しょうしみんせんげん）は、嘉門タツオ（旧名・嘉門達夫）の3枚目のオリジナル・アルバム。1988年11月21日に日本コロムビアから発売された。

## 概要
前作『エエトコドリ!』から10か月後に発売。
シングル「タンバでルンバ」と「小市民」は未収録。
ライブ・アルバムとしての発売たが、全曲未発表曲で構成。1988年9月29日・9月30日、渋谷Egg-manでのライブ音源。全曲ギターコードが収載。

## 収録曲
1. HERO
作詞・作曲：嘉門達夫、編曲：渡辺茂樹
2. 反抗期
作詞：嘉門達夫・杉本つよし、作曲：嘉門達夫、編曲：渡辺茂樹
3. ヘビメッタ失礼しました 〜デビルズ・ファイヤー〜
作詞・作曲：嘉門達夫、編曲：中村雅都
4. 感じるうた
作詞・作曲・編曲：嘉門達夫
5. 目を閉じて
作詞：杉本つよし、作曲・編曲：嘉門達夫
6. 夢の話
作詞・作曲・編曲：嘉門達夫
7. 視力検査
作詞・作曲・編曲：嘉門達夫
8. かっぱ
作詞・作曲・編曲：嘉門達夫
9. 兄弟
作詞・作曲・編曲：嘉門達夫
10. 素直になーれ
作詞：杉本つよし、作曲・編曲：嘉門達夫
11. 電話BOX
作詞・作曲：嘉門達夫、編曲：渡辺茂樹
12. 茶漬け
作詞・作曲：嘉門達夫、編曲：渡辺茂樹
13. 何を言うとんねん (ぜいたく言うな)
作詞・作曲：嘉門達夫、編曲：渡辺茂樹
14. あなたイイ人ワルイ人
作詞・作曲：嘉門達夫、編曲：中川イサト
15. おまえがせー! ブルース
作詞・作曲：嘉門達夫、編曲：渡辺茂樹
16. 小市民2
作詞・作曲：嘉門達夫、編曲：渡辺茂樹、スペシャルゲスト：小倉久寛
後に8枚目のシングルとしてシングルカットされた。